# Gerd Mannes

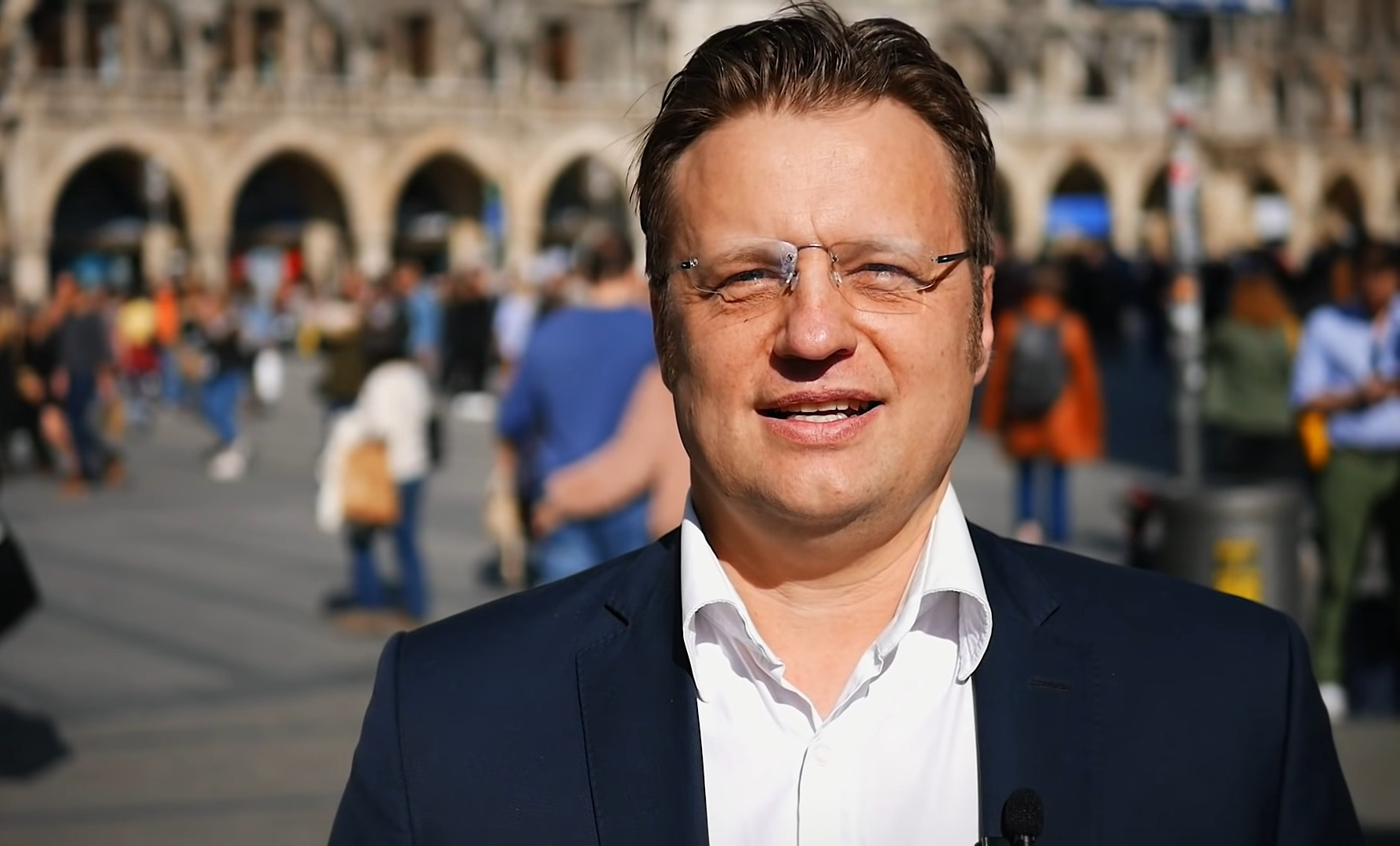
Gerd Mannes auf einer Demonstration gegen den EU-Uploadfilter in München (2019)

Gerd Mannes (* 21. März 1969 in Leipheim) ist ein deutscher Politiker (AfD). Er ist seit November 2018 Mitglied des Bayerischen Landtags und war ab September 2021 bis zur Landtagswahl in Bayern 2023 stellvertretender Vorsitzender der AfD-Fraktion. Ende 2024 wurde er von seiner Partei als Direktkandidat für die Bundestagswahl 2025 im Wahlkreis Neu-Ulm gewählt.

## Werdegang und Privatleben
Mannes absolvierte eine Lehre als Maschinenschlosser und studierte anschließend Maschinenbau an der TU München sowie der École Centrale Paris. Später war er als Ingenieur tätig.
Mannes ist zum zweiten Mal verheiratet und hat fünf Kinder. Er wohnt in Leipheim.

## Politische Karriere

### Parteilaufbahn
Gerd Mannes ist Mitglied der bayerischen AfD. Er gilt als gemäßigter Politiker der AfD und sprach sich mehrfach für eine klare Abgrenzung der Partei zu rechtsradikalen Positionen aus.
Mannes war stellvertretender Landesvorsitzender des Landesverbands Bayern mit den Geschäftsbereichen Mitgliederverwaltung, IT und öffentliche Wahlen. Zudem ist er Vorsitzender des Bezirksverbands Schwaben.

### Bayerischer Landtag
Bei der Landtagswahl in Bayern 2018 kandidierte Mannes als Direktkandidat im Stimmkreis Günzburg sowie auf Listenplatz 2 der AfD im Wahlkreis Schwaben. Mit 11,3 % der Erststimmen erreichte er den vierten Platz unter den Stimmkreiskandidaten; er zog jedoch über die Bezirksliste in den Landtag ein.
In der 18. Wahlperiode des Landtags war er Mitglied des Ausschusses für Wirtschaft, Landesentwicklung, Energie, Medien und Digitalisierung. Außerdem war er von 2021 bis 2013 Mitglied des Untersuchungsausschusses zur Maskenaffäre. Der Untersuchungsausschuss Maske wurde zuerst von der AfD beantragt und schließlich durch eigene Initiative der übrigen Landtagsparteien umgesetzt. Mannes sprach im Untersuchungsausschuss davon, die Hoffnung zu haben, dass „der Korruptionssumpf in der CSU bald trockengelegt werde“.
Mannes wurde bei der Landtagswahl in Bayern 2023 erneut in den Landtag gewählt. Dabei erzielte er bayernweit das beste Ergebnis seiner Partei.
In der 19. Wahlperiode ist er Mitglied der Ausschüsse für Ernährung, Landwirtschaft, Forsten und Tourismus sowie für Umwelt und Verbraucherschutz.
Auch ist er als Landtagsabgeordneter seit 2019 Mitglied der Datenschutzkommission sowie seit 2020 der Kontrollkommission BayernFonds.

### Kommunalpolitik
Gerd Mannes wurde bei den Kommunalwahlen in Bayern 2020 in den Kreistag des Landkreises Günzburg gewählt. Mannes fungiert dabei als Vorsitzender der AfD-Kreistagsfraktion.